# Igrzyska śródziemnomorskie

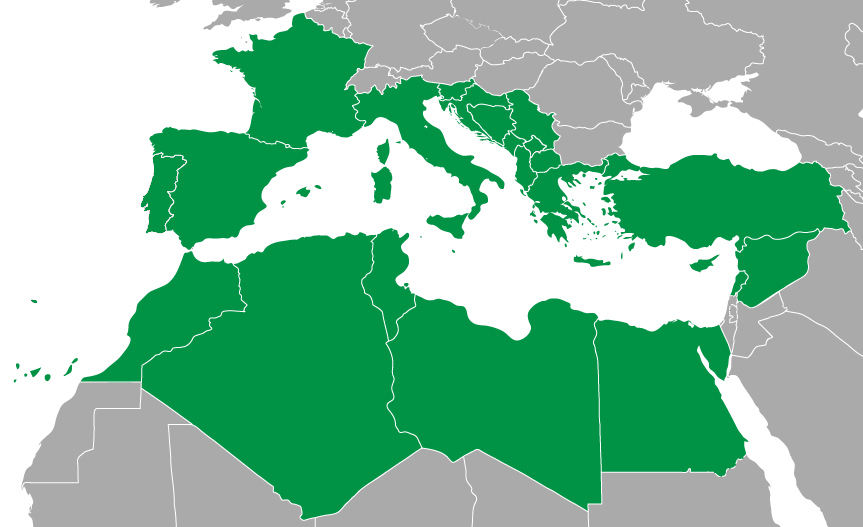
Uczestnicy igrzysk śródziemnomorskich

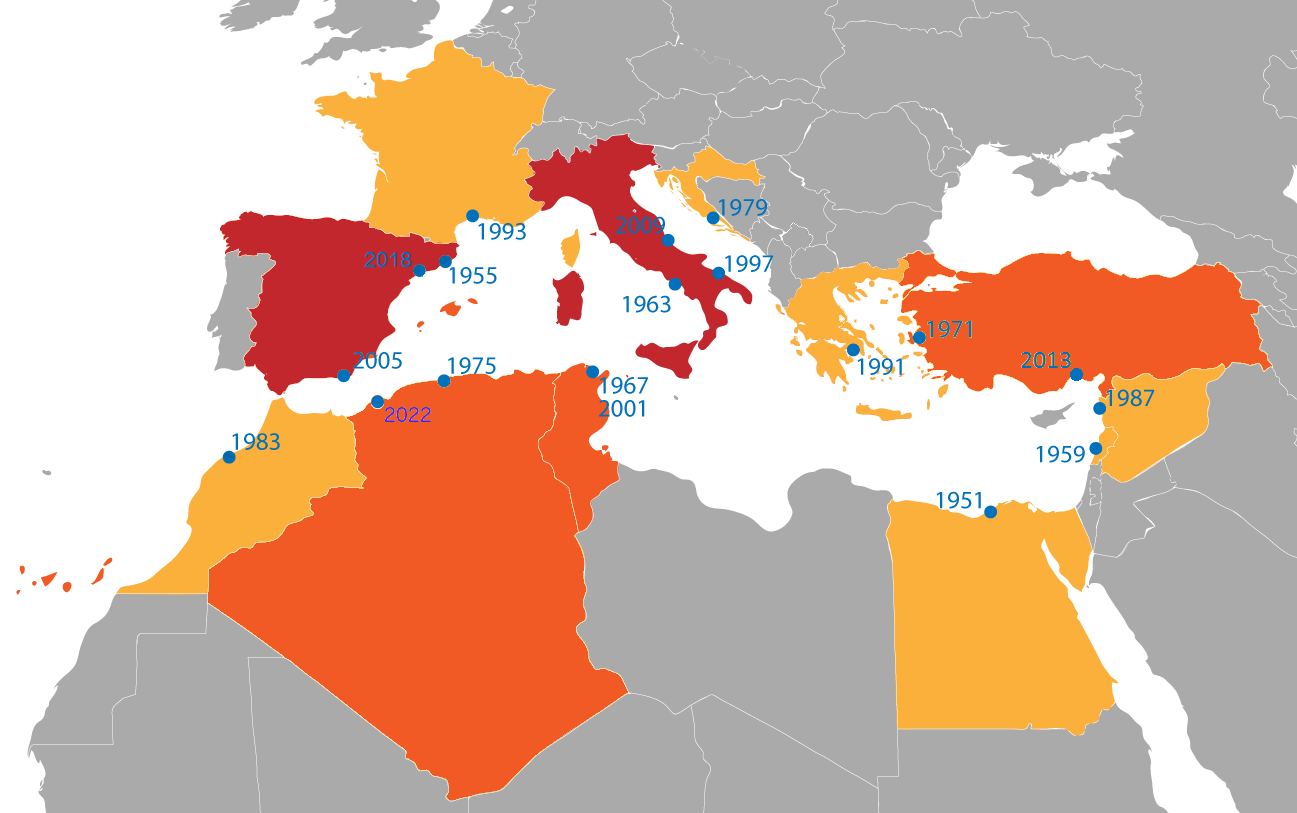
Kraje gospodarze igrzysk śródziemnomorskich

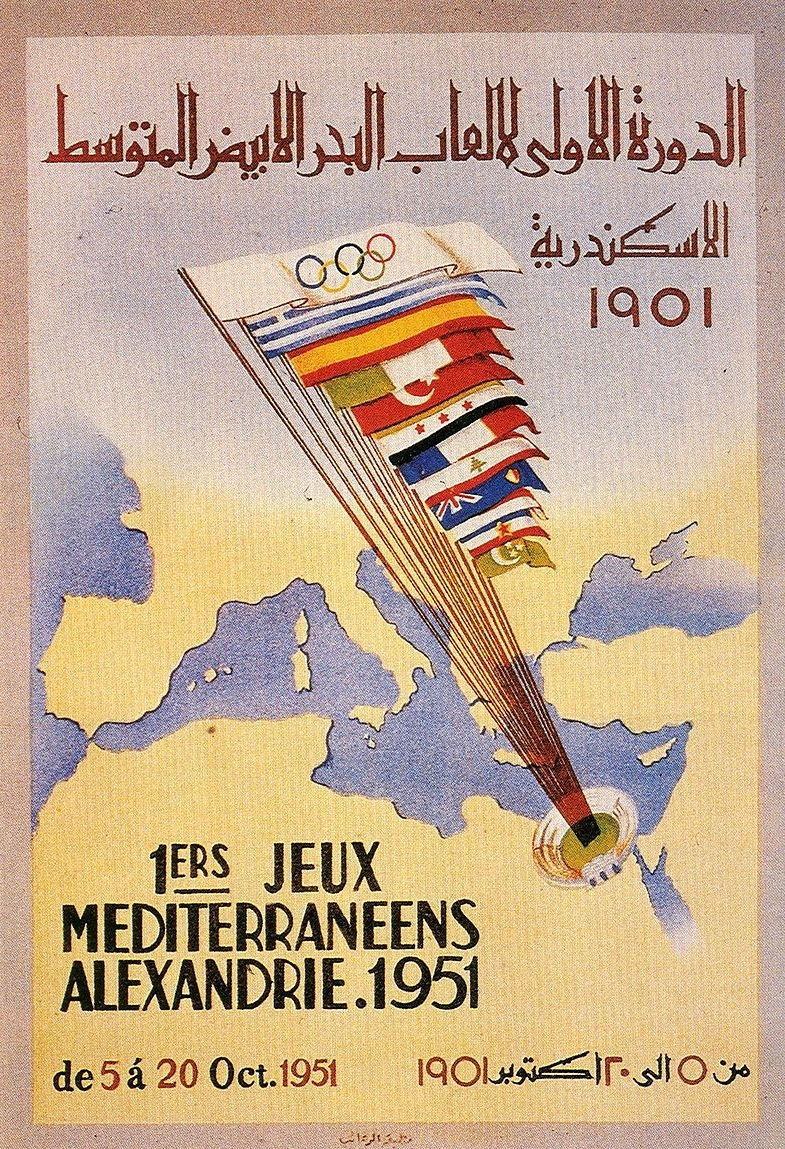
Plakat pierwszych w historii zawodów

Igrzyska śródziemnomorskie – międzynarodowe letnie zawody sportowe rozgrywane co 4 lata od 1951 roku. Pierwszych 10 edycji odbywało się rok przed letnimi igrzyskami olimpijskimi – zwyczaj ten zmieniono w roku 1993. Od tego czasu zawody organizowane są rok po letnich igrzyskach. W igrzyskach śródziemnomorskich startują reprezentacje krajów z Europy, Afryki i Azji, które leżą nad Morzem Śródziemnym.

## Historia
Pomysł organizacji zawodów narodził się w roku 1948 podczas igrzysk olimpijskich w Londynie. Koncepcję igrzysk śródziemnomorskich przedstawił ówczesny przewodniczący Egipskiego Komitetu Olimpijskiego Muhammed Pasha. Pierwsza edycja imprezy odbyła się trzy lata później – w roku 1951 w egipskiej Aleksandrii. W zawodach wzięło wówczas udział 734 zawodników z 10 krajów. W 1955 w Barcelonie powołano Komitet Wykonawczy, który zajął się nadzorem i kontrolą imprezy. Pięć lat później – 16 czerwca 1961 – owo ciało zyskało nazwę Międzynarodowy Komitet Igrzysk Śródziemnomorskich. W 2013 zawody miały odbyć się w greckich miastach Larisa i Wolos – z powodu kryzysu gospodarczego organizatorzy imprezy wycofali się, a nowym gospodarzem igrzysk został turecki Mersin.

## Opis
Zawody odbywają się pod patronatem Międzynarodowego Komitetu Olimpijskiego oraz Greckiego Komitetu Olimpijskiego. Siedziba Międzynarodowego Komitetu Igrzysk Śródziemnomorskich znajduje się w stolicy Grecji Atenach. Podkreśla to rolę zawodów, która odnosi się do tradycji Grecji jako kolebki kultury zachodniej oraz organizatora igrzysk starożytnych.

## Symbole
Symbol igrzysk stanowią trzy pierścienie, które symbolizują Europę, Azję i Afrykę, trzy kontynenty leżące nad Morzem Śródziemnym. W dolnej części wygląd pierścieni jest rozmyty, jakby były zanurzone w falujących wodach morskich. Logo zostało użyte pierwszy raz podczas igrzysk śródziemnomorskich w Splicie w roku 1979. W czasie ceremonii otwarcia i zamknięcia igrzysk flaga przekazywana jest do miasta, które za cztery lata będzie gościć zawodników.

## Uczestnicy
Obecnie w rywalizacji uczestniczą sportowcy z dwudziestu sześciu krajów:
- Albania
- Algieria
- Andora
- Bośnia i Hercegowina
- Chorwacja
- Cypr
- Czarnogóra
- Egipt
- Francja
- Grecja
- Hiszpania
- Kosowo
- Liban
- Libia
- Macedonia Północna
- Malta
- Maroko
- Monako
- Portugalia
- San Marino
- Serbia
- Słowenia
- Syria
- Tunezja
- Turcja
- Włochy

Jedynym krajem leżącym nad Morzem Śródziemnym, które nie uczestniczy w zawodach, jest Izrael, z kolei Andora, Kosowo, Macedonia Północna, Portugalia, San Marino i Serbia nie spełniają kryteriów geograficznych, choć niektóre z nich były częścią Jugosławii, która te warunki spełniała.

## Dyscypliny
Podczas igrzysk śródziemnomorskich zawodnicy rywalizują w dwudziestu czterech dyscyplinach. Obecnie rozpatrywany jest wniosek o włączenie do programu imprezy żeglarstwa. Kobiety startują w igrzyskach od roku 1967, mimo iż wniosek o ich uczestnictwo złożono już w roku 1959.

## Edycje
| Edycja | Gospodarz              |
| ------ | ---------------------- |
| 1951   | Aleksandria            |
| 1955   | Barcelona              |
| 1959   | Bejrut                 |
| 1963   | Neapol                 |
| 1967   | Tunis                  |
| 1971   | Izmir                  |
| 1975   | Algier                 |
| 1979   | Split                  |
| 1983   | Casablanca             |
| 1987   | Latakia                |
| 1991   | Ateny                  |
| 1993   | Langwedocja-Roussillon |
| 1997   | Bari                   |
| 2001   | Tunis                  |
| 2005   | Almería                |
| 2009   | Pescara                |
| 2013   | Mersin                 |
| 2018   | Tarragona              |
| 2022   | Oran                   |
| 2026   | Tarent                 |
| 2030   | Prisztina              |

## Tabela medalowa 1951–2022[4]
| Lp.     | Drużyna                       | Złoto | Srebro | Brąz | Razem |
| ------- | ----------------------------- | ----- | ------ | ---- | ----- |
| 1.      | Włochy                        | 924   | 791    | 747  | 2462  |
| 2.      | Francja                       | 652   | 600    | 569  | 1821  |
| 3.      | Hiszpania                     | 345   | 474    | 569  | 1388  |
| 4.      | Turcja                        | 386   | 269    | 315  | 970   |
| 5.      | Grecja                        | 200   | 257    | 349  | 806   |
| 6.      | Egipt                         | 156   | 209    | 255  | 620   |
| 7.      | Jugosławia1                   | 199   | 177    | 182  | 558   |
| 8.      | Tunezja                       | 89    | 101    | 159  | 349   |
| 9.      | Algieria                      | 86    | 76     | 131  | 293   |
| 10.     | Maroko                        | 72    | 90     | 116  | 278   |
| 11.     | Słowenia                      | 55    | 64     | 99   | 218   |
| 12.     | Chorwacja                     | 57    | 69     | 79   | 205   |
| 13.     | Serbia2                       | 54    | 51     | 58   | 168   |
| 14.     | Syria                         | 32    | 42     | 76   | 150   |
| 15.     | Liban                         | 10    | 23     | 42   | 75    |
| 16.     | Zjednoczona Republika Arabska | 23    | 21     | 30   | 74    |
| 17.     | Cypr                          | 19    | 21     | 25   | 65    |
| 18.     | Portugalia                    | 10    | 18     | 21   | 49    |
| 19.     | Albania                       | 11    | 19     | 18   | 48    |
| 20.     | Bośnia i Hercegowina          | 6     | 8      | 25   | 39    |
| 21.     | San Marino                    | 5     | 10     | 8    | 23    |
| 22.     | Czarnogóra                    | 4     | 8      | 10   | 22    |
| 23.     | Libia                         | 2     | 1      | 14   | 17    |
| 24.     | Macedonia Północna            | 3     | 2      | 9    | 14    |
| 25.     | Kosowo                        | 6     | 1      | 3    | 10    |
| 26.     | Malta                         | 1     | 4      | 4    | 9     |
| 27.     | Monako                        | 1     | 3      | 1    | 5     |
| 28.     | Andora                        | 0     | 0      | 0    | 0     |
| 29.     | Jordania3                     | 0     | 0      | 0    | 0     |
| Ogólnie | Ogólnie                       | 3408  | 3409   | 3914 | 10731 |

1Jugosławia w 1997 i 2001 startowała jako Federalna Republika Jugosławii.
2Serbia w 2005 startowała jako Serbia i Czarnogóra.
3Honorowy udział w 2001 roku.